# منتخب سلوفاكيا لكأس فيد
منتخب سلوفاكيا لكأس فيد (بالسلوفاكية: Slovenský fedcupový tím)‏ هو ممثل سلوفاكيا الرسمي في كرة المضرب في كأس فيد.